# Giorgi Megreladze
Giorgi Merabowicz Megreladze (ur. 21 lipca 1978) – gruziński piłkarz występujący na pozycji napastnika w uzbeckim klubie Sho'rtan G'uzor.
Jego ojcem jest Merab Megreladze, były reprezentant Gruzji oraz legenda Torpedo Kutaisi.
W trakcie swojej kariery występował w takich klubach jak Samgurali Ckaltubo, Mercchali Ozurgeti, Torpedo Kutaisi, ILTEX Lykoi, Patraikos Patra, Neftiechimik Niżniekamsk, Dinamo Tbilisi, Bakı FK, Żetysu Tałdykorgan, FC Bordżomi, Olimpi Rustawi i Sho'rtan G'uzor.
Swój jedyny występ w reprezentacji Gruzji zaliczył 12 sierpnia 1998 roku w spotkaniu przeciwko Azerbejdżanowi.
W 2009 roku został pierwszym zawodnikiem, który strzelił gola w nowo uformowanej Lidze Europy.